# Selva mosaico costera de Zanzíbar
La selva mosaico costera de Zanzíbar es una ecorregión de la ecozona afrotropical, definida por WWF, que se extiende entre Tanzania y Somalia y Mozambique y que forma parte de la selva costera oriental africana.

## Descripción
Es una ecorregión de selva lluviosa que cubre un área de 111.800 kilómetros cuadrados a lo largo de la costa de Tanzania, Kenia y Somalia, desde el sur de Somalia hasta el sur de Tanzania, en los alrededores de la ciudad de Lindi. Es la selva costera más septentrional de la costa africana del océano Índico. Un enclave aislado de selva en el valle del río Jubba, en el centro de Somalia, forma parte de la ecorregión, al igual que las islas del  archipiélago de Zanzíbar (Unguja, Pemba, Mafia y otras más pequeñas). La estrecha franja costera de la ecorregión se ensancha hacia el interior a lo largo del río Tana, en Kenia, y alrededor de la base de las montañas del Arco Oriental del Rift.
El clima es tropical, con temperaturas medias por encima de 25 °C y elevada humedad.

## Flora
Hay más de 4500 especies vegetales en la ecorregión, de las que casi la mitad son árboles. También son comunes las lianas, arbustos, hierbas, helechos y epifitas.

## Fauna
Al menos 158 especies de mamíferos se han identificado en esta ecorregión, lo que constituye el 17% del total de especies en la ecozona afrotropical. Los grupos más diversos son los murciélagos, roedores, carnívoros, primates y musarañas.
Entre los grandes mamíferos destacan el potamoquero rojo (Potamochoerus porcus), el bushbuck (Tragelaphus scriptus), el papión amarillo (Papio cynocephalus), el elefante (Loxodonta africana), el leopardo (Panthera pardus), el león (Panthera leo) y el caracal (Caracal caracal).

## Endemismos
La densidad de endemismos en esta ecorregión es de las más altas del mundo.
De los mamíferos cabe citar el cefalofo de Ader (Cephalophus adersi), El zorro volador de Pemba (Pteropus voeltzkowi), dos especies poco conocidas de murciélago (Chalinolobus kenyacola y Pipistrellus permixtus), la musaraña elefante de trompa dorada (Rhynchocyon chrysopygus), el colobo rojo del río Tana (Piliocolobus rufomitratus) y el ratón Grammomys caniceps.
Hay diez especies endémicas de aves, de las que cuatro sólo se encuentran en la isla de Pemba: el vinago de Pemba (Treron pembaensis), la nectarina de pecho violeta (Cinnyris pembae), el ojiblanco de Pemba (Zosterops vaughani) y el autillo de Pemba (Otus pembaensis); una es exclusiva del curso inferior del río Tana, el buitrón del río Tana (Cisticola restrictus); y otra de las praderas costeras de Kenia, el bisbita de Malindi (Anthus melindae). Las restantes especies, habitantes de las selvas costeras, son el monarca amarillo chico (Erythrocercus holochlorus), el bisbita del Sokoke (Anthus sokokensis), el tejedor de Clarke (Ploceus golandi) y el pito de Mombasa (Campethera mombassica). 
De las 94 especies de reptiles, 34 son endémicas; entre ellas hay gecos, camaleones, eslizones, lagartos y serpientes de las familias Typhlopidae, Atractaspididae, Elapidae y Colubridae. También se conocen dos especies de anfibios endémicos, 207 de moluscos y 75 de mariposas.

## Estado de conservación
En peligro crítico. El hábitat se encuentra muy fragmentado debido a la agricultura y al aumento de la población.

## Protección
Hay muy pocos espacios protegidos: la reserva de primates del río Tana, la reserva nacional de Shimba Hills, el parque nacional Arabuko-Sokoke, la reserva de Caza de Sadaani y el parque marino de la Isla Mafia.